# Cult (Haute-Saône)
Cult is een gemeente in het Franse departement Haute-Saône (regio Bourgogne-Franche-Comté) en telt 230 inwoners (2011). De oppervlakte bedraagt 6,88 km², de bevolkingsdichtheid is 22 inwoners per km².

## Geografie
De oppervlakte van Cult bedraagt 6,88 km², de bevolkingsdichtheid is 33,4 inwoners per km².
De onderstaande kaart toont de ligging van Cult (Haute-Saône) met de belangrijkste infrastructuur en aangrenzende gemeenten.

## Demografie
Onderstaande figuur toont het verloop van het inwonertal (bron: INSEE-tellingen).

1. ↑  Populations de référence 2022.